# Mad Dogs
Mad Dogs ist eine britische Fernsehserie von Cris Cole. Die Erstausstrahlung fand ab dem 10. Februar 2011 auf dem britischen Pay-TV-Sender Sky1 statt. Eine deutschsprachige Ausstrahlung erfolgte ab dem 7. September 2011 auf RTL Crime. Die Thriller-Serie behandelt das Thema Männerfreundschaft.
2016 wurde eine gleichnamige US-Adaption der Serie von Amazon Video veröffentlicht. Cole zeichnete auch hier für die Produktion verantwortlich und übernahm einen Teil der Besetzung des britischen Originals.

## Handlung
Hauptthemen der Handlung sind Freundschaft und das Älterwerden. Vier Freunde in den Enddreißigern werden bei einem Wiedersehen auf der Ferieninsel Mallorca mit extremen Situationen konfrontiert, die ihre Freundschaft auf eine harte Probe stellen. Die Miniserie ist in einem düsteren Comic-Stil gehalten und enthält eine Vielzahl schwarzhumoriger Elemente.

### 1. Staffel
Baxter, Rick, Woody und Quinn wollen gemeinsam ein paar Tage bei ihrem Jugendfreund Alvo auf Mallorca verbringen. Während es seinen Freunden in der Zwischenzeit eher schlecht ergangen ist, ist Alvo ein erfolgreicher Geschäftsmann mit eigener Villa. Das Wiedersehen der Freunde gestaltet sich zunächst als feucht-fröhlicher Spaß. Nach zwei Tagen voller Alkoholexzesse und Party überredet Alvo die vier Freunde, ein Boot zu stehlen und an einer unbekannten Stelle zurückzulassen. Ein harmloser Spaß, wie Alvo ihnen versichert. Auf der Tour offenbart er, dass er den Vieren die Villa vermacht hat. Als die Fünf von ihrer Tour zurückkommen, betritt ein kleinwüchsiger Mann mit einer Tony-Blair-Maske das Zimmer und erschießt Alvo. Danach reibt er die Waffe an Baxter und verunreinigt sie so mit dessen DNA. Danach gibt er die Warnung aus, nicht zur Polizei zu gehen, denn er sei die Polizei. Mit Blaulicht und Sirene verlässt er das Anwesen.
Die vier Freunde beschließen, Alvo zu beerdigen und so zu tun, als wäre nichts passiert. Am nächsten Tag erscheint jedoch die Polizistin María und erkundigt sich nach Alvos Verbleib. Die Vier geben an, dass Alvo auf dem Festland sei. Rick erinnert sich, seine Videokamera auf dem Boot vergessen zu haben, und die Vier machen sich auf den Weg, diese wiederzuholen. Auf dem Boot treffen sie jedoch auf Drogendealer, die einen Koffer voller Drogen, die sich an Bord befinden, durch einen Koffer mit drei Millionen Euro eintauschen. Die Vier beschließen, einen Mietwagen zu besorgen und das Geld im Kofferraum aufzubewahren. Als sie zur Villa zurückkehren, bemerken sie, dass ein Hund Alvo ausgegraben hat. Panisch beschließen sie, ihn zunächst in einer Kühltruhe zu lagern und dann zum Boot zu bringen. Als Maria kommt, müssen die Freunde improvisieren. Woody hackt Alvo die Füße ab, damit er in die Kühltruhe passt. Gerade noch rechtzeitig, denn María beginnt, die Vier einzeln zu verhören. Sie entdeckt am Ende der Folge Ricks Videokamera, die sich auf einem Regal befindet.
Am nächsten Morgen taucht María wieder auf und zeigt Baxter ein Foto von einem ermordeten Drogenbaron. Anscheinend sei ein Drogendeal geplatzt und Alvo würde da mit drinhängen. Hinter allem würde die Serbische Mafia stecken. Die Vier beginnen zu streiten, was nun passieren soll. Nach diesem Streit, bei dem sie sich gegenseitig die Fehler ihrer Vergangenheit vorwerfen, beschließen sie, die zerstückelte Leiche von Alvo auf das Boot zu bringen und alles wie einen geplatzten Drogendeal aussehen zu lassen. Unterwegs verlieren sie jedoch einen Fuß, den ein Hund mitnimmt. Nachdem sie den Rest der Leiche auf das Boot gebracht haben, beginnt ein Streit zwischen Rick und Baxter, der damit endet, dass Rick alleine zurückbleibt und die anderen zur Villa zurückgehen. Dort erwartet sie der minderwüchsige Mann, der die Drei gefangen nimmt und foltert. Rick kommt jedoch zurück und überwältigt den Minderwüchsigen. Die Vier fesseln ihn zunächst und versenken ihn im leeren Brunnen. Danach debattieren sie, ob sie doch zur Polizei gehen sollen. Vor dem Polizeirevier beschließen sie jedoch, der Polizei nicht zu vertrauen. Sie planen ihre Flucht mit dem Geld und überreden Ricks Urlaubsbekanntschaft Lottie das Geld am nächsten Tag zur Villa zu bringen. Als sie zurückkehren, um die letzte Nacht in der Villa zu verbringen, finden sie den Minderwüchsigen in der Kühltruhe mit dem Zettel „Wir haben euch gewarnt, zur Polizei zu gehen“.
Nachdem die Vier die Leiche des Mannes begraben haben, sehen sie das Feuer einer Leuchtpistole. Sie fliehen in die Villa; danach werden ihnen der Strom und das Wasser abgestellt. Am nächsten Morgen erscheint María und erklärt, die serbische Mafia sei auf der Suche nach ihnen. Sie bietet ihren Schutz an, was die Freunde ablehnen. Im Haus kommt es zu weiteren Auseinandersetzungen um die Vergangenheit der Vier. Nach einem handfesten Streit wertet Baxter die Videobänder der Überwachungskameras und ihren eigenen Kameras aus und kommt zu dem Schluss, dass es keine serbische Mafia gibt und María eine korrupte Polizeibeamtin ist. Die Vier beschließen, der Polizei entgegenzutreten und nehmen ein Abschiedsvideo für ihre Familien auf. Nachdem Lottie das Geld vorbeigebracht hat, erwartet sie María bereits in der Villa. Quinn kann sie zwar ausschalten, wird jedoch angeschossen. Er bedroht seine Freunde mit der Waffe, gibt jedem von ihnen etwas Geld und bleibt allein in der Villa zurück, während die anderen zum Flughafen fahren. Als er sich im Swimming-Pool säubert, taucht ein Polizist mit gezogener Waffe auf.

## Produktion
Mad Dogs wurde im Mai 2010 von Sky1 angekündigt. Das Drehbuch verfasste Cris Cole und die Produktion übernahm Left Bank Pictures (Wallander, Strike Back). Die Schauspieler Philip Glenister und Max Beesley waren maßgeblich an der Entstehung der Serie beteiligt. Sowohl British Broadcasting Corporation als auch ITV hatten Interesse an der Serie bekundet, doch Beesley und Glenister wollten die Freiheiten, die ihnen ein Pay-TV-Sender liefert. Die Dreharbeiten begannen im Mai 2010 an Originalschauplätzen im Sóller, Pollença und Palma auf Mallorca. Die Regie übernahm Adrian Shergold. Das Budget der Serie betrug drei Millionen Euro. 150.000 davon stellte die Mallorcan Turism Foundation zur Verfügung. Am 12. Januar 2011 wurden erstmals drei 30-sekündige Promos ausgestrahlt, die mit der eigentlichen Handlung nichts zu tun haben, aber den Humor der Serie aufzeigen sollten. Diese wurden von Regisseur David LaChapelle erstellt.
Anfang 2012 wurde in UK eine zweite Staffel ausgestrahlt. Die Ausstrahlung der dritten Staffel soll im Juni 2013 stattfinden. Weiterhin wurde bekannt, dass die Serie mit einer zweiteiligen vierten Staffel beendet werden soll. Darüber hinaus befindet man sich in Gesprächen über ein mögliches Spin-off mit dem Titel Mad Cats, das dann eine reine weibliche Hauptbesetzung besitzen soll.

## Deutschsprachige Erstausstrahlung
Die erste Staffel der Serie lief in Deutschland auf dem Pay-TV-Sender RTL Crime. Die erste Folge wurde am Mittwoch, den 7. September 2011 gezeigt, danach folgte jeweils mittwochs eine weitere Folge. Die Premiere der zweiten Staffel erfolgte am 3. Juli 2013. Der Ausstrahlungsbeginn der dritten Staffel wurde vom Sender für den 13. November 2013 angekündigt.

## Erfolg
Die Ausstrahlung war im Vereinigten Königreich sehr erfolgreich. Die erste Folge erreichte insgesamt 967.000 Zuschauer und ein Rating von 4 %. Mit Wiederholung und Zweitausstrahlung erreichte jede Folge durchschnittlich 1,5 Millionen Zuschauer. Dadurch erreichte die Serie Platz 11 der meistgesehenen Shows auf Sky1. Zudem wurde die Serie für den BAFTA nominiert, verlor jedoch gegen Any Human Heart.